# From Afar
From Afar (с англ. — «Издалека») — четвёртый студийный альбом финской фолк-метал-группы Ensiferum, издан 9 сентября 2009 года на лейбле Spinefarm Records. На этом альбоме впервые появляется новый участник группы Эмми Сильвеннёйнен. Альбом был спродюсирован Теро Kinnunen, продюсером группы Nightwish, и Janne Joutsenniemi, продюсером предыдущего альбома Victory Songs.

## Запись
Альбом был записан в период апрель-май 2009 года в Petrax and E-Major Studios. Затем был сведён в июне 2009 года в Coalhole Studio финским продюсером и музыкантом Hiili Hiilesmaa (известен по работе с HIM). Также в июне 2009 года был выполнен мастеринг Svante Forsbäck’ом, главным инженером финской мастеринг-студии Chartmakers.

## История изданий
В 2009 году основной вариант альбома вышел на лейблах Spinefarm Records (Финляндия), Фоно (Россия), Fontana (США), Drakkar Records (Германия). Кроме этого, ограниченная Digibook-версия альбома с бонусным треком «Vandraren» распространялась лейблами Drakkar Records (Германия) и Spinefarm Records (Финляндия). В 2010 году альбом был издан на канадском лейбле Cargo Records в формате грампластинки на территории Европы. Альбом также переиздавался в Аргентине в 2012 году (Icarus Music).

## Список композиций
| №  | Название                                       | Текст песни         | Музыка             | Длительность |
| -- | ---------------------------------------------- | ------------------- | ------------------ | ------------ |
| 1. | «By the Dividing Stream»                       |                     | Тойвонен           | 3:50         |
| 2. | «From Afar»                                    | Traditional, Хинкка | Тойвонен, Хинкка   | 4:52         |
| 3. | «Twilight Tavern»                              | Хинкка              | Тойвонен, Хинкка   | 5:39         |
| 4. | «Heathen Throne»                               | Хинкка              | Тойвонен           | 11:09        |
| 5. | «Elusive Reaches»                              | Хинкка, Линдроос    | Тойвонен, Линдроос | 3:26         |
| 6. | «Stone Cold Metal»                             | Хинкка              | Тойвонен, Хинкка   | 7:26         |
| 7. | «Smoking Ruins»                                | Хинкка              | Тойвонен           | 6:40         |
| 8. | «Tumman Virran Taa»                            | Хинкка              | Хинкка             | 0:53         |
| 9. | «The Longest Journey (Heathen Throne Part II)» | Traditional, Хинкка | Тойвонен, Хинкка   | 12:49        |

| №   | Название                                                                                               | Текст песни | Музыка    | Длительность |
| --- | --- | ----------- | --------- | ------------ |
| 10. | «Vandraren» (кавер на песню шведской фолк-рок-группы Nordman (при участии Heri Joensen из группы Týr)) | P. Bäckman  | M. Wester | 3:41         |

## Над альбомом работали

### Участники группы
- Петри Линдроос (Petri Lindroos) — экстрим-вокал, электрогитара
- Маркус Тойвонен (Markus Toivonen) — электрогитара, акустическая гитара, банджо, чистый вокал, бэк-вокал
- Эмми Сильвеннёйнен (Emmi Silvennoinen) — клавишные, Орган Хаммонда, бэк-вокал
- Сами Хинкка (Sami Hinkka) — бас, чистый вокал, бэк-вокал
- Янне Парвиайнен (Janne Parviainen) — ударные, Shaman Drum

### Приглашённые музыканты
- Henri Joensen (Týr) — вокал в «Vandraren»
- Kaisa Saari — женский вокал
- Jukka-Pekka Miettinen — бэк-вокал
- Mikko P. Mustonen — Оркестровка, вистл
- Lassi Logren — никельхарпа
- Timo Väänänen — кантеле
- Tobias Tåg — флейта, тин-вистл, рекордер
- Olli Varis — мандолина, мандола
- Jenni Turku — рекордер
- Olli Ahvenlahti — пианино

### Производство
- Tero Kinnunen — продюсер
- Janne Joutsenniemi — продюсер
- Svante Forsbäck — мастеринг
- Hiili Hiilesmaa — миксинг
- Babalon Graphics , Helgorth — буклет
- Kristian Wählin — обложка
- Jere Hietala — фотограф

## Позиции в чартах и сертификации
| Чарт (2009)          | Высшая позиция |
| -------------------- | -------------- |
| Finnish Albums Chart | 9              |